# Rosa cymosa
Rosa cymosa ist eine Pflanzenart aus der Gattung Rosen (Rosa) innerhalb der Familie der Rosengewächse (Rosaceae). Sie ist in Laos, Vietnam, Taiwan und in China verbreitet.

## Beschreibung

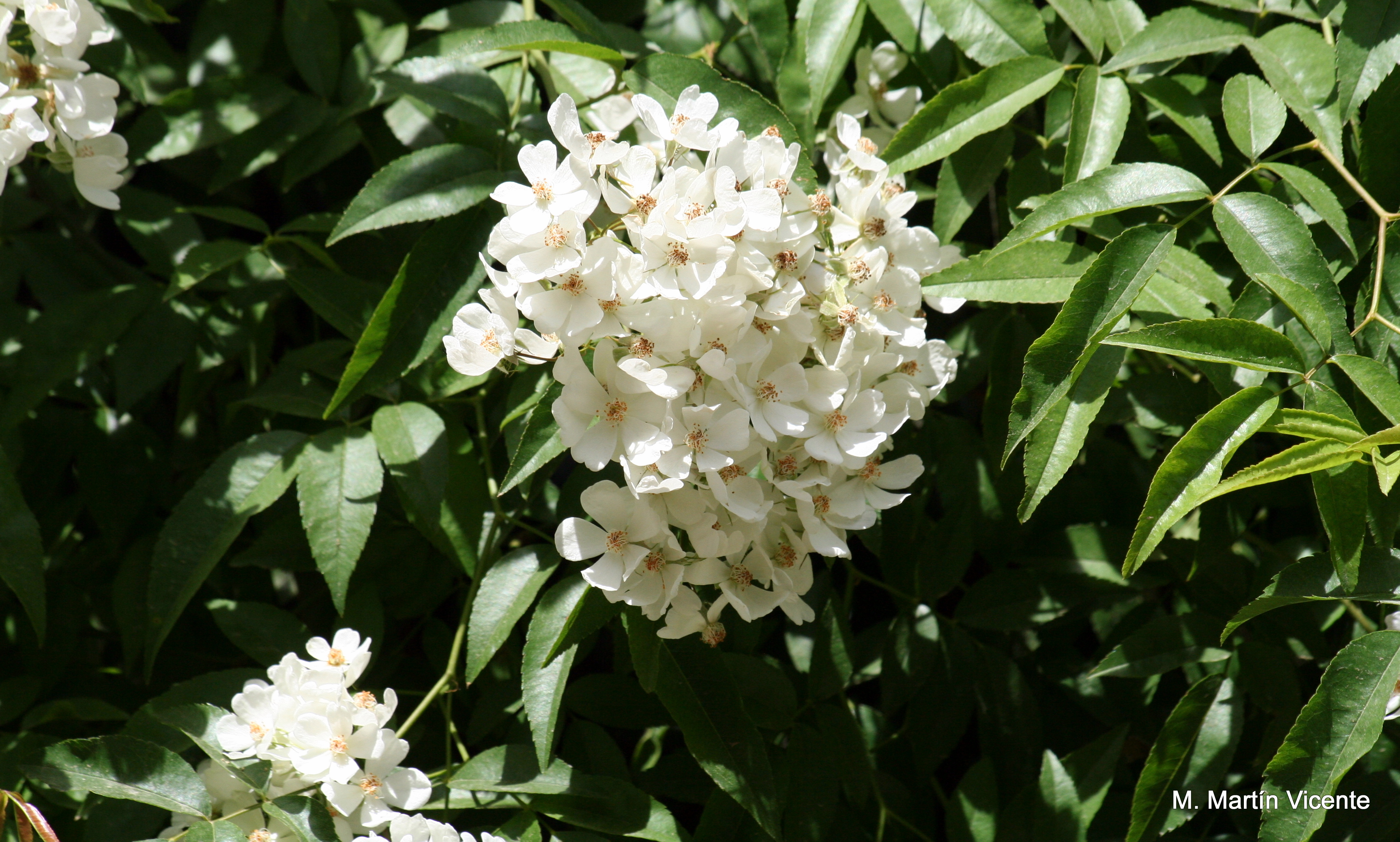
Laubblätter und Blütenstand von Rosa cymosa var. cymosa

### Erscheinungsbild und Blatt
Rosa cymosa wächst als immergrüner, klimmender oder kletternder Strauch und erreicht Wuchshöhen von 2 bis 5 Metern. Die stielrunden Zweige besitzen eine kahle oder flaumig behaarte Rinde. Die verstreut angeordneten Stacheln sind bis zu 6 Millimeter lang, hakig, flach und verjüngen sich allmählich in Richtung ihrer Basis. Die vegetativen Pflanzenteile können bei Rosa cymosa var. cymosa spärlich und bei Rosa cymosa var. puberula dicht behaart sein.
Die wechselständig angeordneten Laubblätter sind in Blattstiel sowie Blattspreite gegliedert und insgesamt 5 bis 10 Zentimeter lang. Die Blattspreite in unpaarig gefiedert mit meist drei oder fünf, selten sieben Fiederblättern. Der Blattstiel und die Blattrhachis sind kahl bis flaumig behaart, oft spärlich bestachelt, selten drüsig-flaumig behaart. Die lederigen Fiederblätter sind bei einer Länge von 2,5 bis 6 Zentimetern sowie einer Breite von 0,8 bis 2,5 Zentimetern  eiförmig-lanzettlich bis elliptisch mit etwas gerundeter Basis und zugespitztem oberen Ende. Die Flächen Fiederblätter sind Rosa cymosa var. cymosa auf beiden Seiten kahl und auf der Unterseite entlang der erhabenen Mittelnerven fein-flaumig behaart oder bei Rosa cymosa var. puberula auf beiden Seiten dicht fein-flaumig behaart. Die Oberseite der Fiederblätter ist glänzend und der Rand ist spitz gesägt. Die zwei frühabfallenden, häutigen Nebenblätter sind frei, linealisch mit zugespitztem oberen Ende und glatten Rand.

### Blütenstand und Blüte
Viele Blüten stehen in zusammengesetzten, schirmtraubigen Blütenständen, die einen Durchmesser von 20 bis 25 Zentimetern aufweisen, zusammen. Die etwa 1,5 Zentimeter langen Blütenstiele sind anfangs flaumig behaart und verkahlen dann. Die Tragblätter sind lanzettlich mit zugespitztem oberen Ende und spärlich drüsig-flaumig behaarten Rand.
Die Blütezeit liegt in China zwischen Mai und Juni. Die zwittrigen, duftenden Blüten sind radiärsymmetrisch und fünfzählig mit doppelter Blütenhülle. Der kahle Blütenbecher  (Hypanthium) ist kugelig oder eiförmig. Die fünf frühabfallenden Kelchblätter sind eiförmig mit zugespitztem oberen Ende sowie oft fiederlappigen Rand, auf der Unterseite fast kahl, selten borstig behaart und auf der Oberseite spärlich, weiß wollig behaart. Die fünf freien weißen, cremefarbenen bis gelben Kronblätter sind verkehrt-eiförmig mit keilförmiger Basis und ausgerandetem oberen Ende. Die Staubblätter sind fast so lang wie die Kronblätter. Die freien, dicht weiß behaarten Griffel überragen die Kronblätter etwas.

### Frucht
Die bei Reife roten, scharlachroten, schwarzbraunen bis schwarzen Hagebutten sind bei einem Durchmesser von 4 bis 7 Millimetern relativ klein und kugelig. Die Hagebutten reifen in China von Juli bis November.

## Systematik und Verbreitung
Die Erstbeschreibung von Rosa cymosa erfolgte 1823 durch Leopold Trattinnick in Rosacearum Monographia, Band 1, S. 87. Synonyme für Rosa cymosa Tratt. sind: Rosa amoyensis Hance, Rosa banksiae var. microcarpa Regel, Rosa bodinieri H.Lév. & Vaniot, Rosa cavaleriei H.Lév., Rosa chaffonjonii H.Lév. & Vaniot, Rosa esquirolii H.Lév. & Vaniot, Rosa fukienensis F.P.Metcalf, Rosa indica L., Rosa microcarpa Lindl., Rosa sorbiflora Focke.
Rosa cymosa gehört zu Sektion Banksianae aus der Untergattung Rosa in der Gattung Rosa.
Von Rosa cymosa gibt es seit 2006 drei Varietäten:
- Rosa cymosa Tratt. var. cymosa: Sie ist in Laos, Vietnam, Taiwan und in China verbreitet. In China gedeiht sie auf Hügeln, offenen Hängen, an Ufern von Fließgewässern und an Straßenrändern in Höhenlagen von 200 bis 1800 Metern in den Provinzen Anhui, Fujian, Guangdong, Guangxi, Guizhou, Hunan, Jiangsu, Jiangxi, Sichuan, Yunnan sowie Zhejiang.[1]
- Rosa cymosa var. dapanshanensis F.G.Zhang: Sie wurde 2006 aus der chinesischen Provinz Zhejiang erstbeschrieben.[5]
- Rosa cymosa var. puberula T.T.Yu & T.C.Ku: Sie kommt in Huang Shan im südlichen Anhui, im Kreis Wuchang im östlichen Hubei, in Pukou im westlichen Jiangsu und im Kreis Lantian im südlichen Shaanxi vor.[1]

## Nutzung
Die relativ kleinen Hagebutten werden roh oder gegart verwendet. Nur eine relativ dünne fleischige Schicht, die die vielen Samen umgibt kann verwendet werden. Man muss sehr genau darauf achten, dass alle Samenhaare gründlich entfernt sind um Irritationen im Mund und Verdauungstrakt zu vermeiden. Die Samen sind eine gute Quelle für Vitamin E. Die Samen können zu Mehl gemahlen werden, das mit anderen Mehltypen gemischt wird oder zu Speisen hinzugefügt wird.
Die medizinischen Wirkungen wurden untersucht und es wurden bei vielfältigen Krankheiten Linderungen nachgewiesen.
Sie wird als Zierpflanze beispielsweise in chinesischen Tee-Plantagen verwendet. Sie gedeiht in der USDA-Klimazone 8 und überlebt bis zu Tiefsttemperaturen von −10 °C; in Gebieten mit stärkeren Frösten könnte sie in Gewächshäusern kultiviert werden.